# Jean-Jacques Cevey

Jean-Jacques Cevey (1983)

Jean-Jacques Cevey (* 23. Juni 1928 in Sainte-Croix; † 11. Mai 2014) war ein Schweizer Politiker (FDP). 

## Biografie
Cevey wuchs in Yverdon (Waadt) auf. Er studierte in Lausanne, wo er 1951 an der Universität den Lizentiat in Rechtswissenschaften erworben hat. Danach war er 15 Jahre lang (1955–1970) Chefredakteur der Zeitung «Journal de Montreux». Von 1958 bis 1968 war er Stadtrat in Montreux. 1969 wählten ihn die Bürger von Montreux erstmals zu ihrem Stadtpräsidenten (Bürgermeister), Cevey hatte dieses Amt 20 Jahre lang bis 1988 inne. Danach wandte er sich wieder dem Journalismus zu und war bis 1994 als Chefredakteur von «La Nouvelle Revue de Lausanne» tätig. 
Noch als Stadtrat wurde er 1965 in den Grossen Rat des Kantons Waadt gewählt, dem er bis 1975 angehörte. Zwischen 1972 und 1980 war er kantonaler FDP-Präsident in Waadt. Im Jahre 1967 erzielte er ein FDP-Mandat im Nationalrat, wo er sich vor allem mit wirtschaftlichen, aussenpolitischen Themen beschäftigte. Er präsidierte dort von 1982 bis 1985 die Freisinnig-Demokratische Fraktion der Bundesversammlung, danach übte Cevey 1986/87 als Nationalratspräsident das höchste Staatsamt der Schweiz aus. 
Cevey war Ehrendoktor der Universität Aix-Marseille und seit 1999 Ehrenpräsident der Auslandschweizer-Organisation ASO.